# Communauté de communes Framps 909
La Communauté de communes du Framps 909 est une ancienne communauté de communes française, située dans le département de l'Hérault et la région Languedoc-Roussillon. Elle a été dissoute le 1er janvier 2013 à la suite de la mise en application de la réforme des collectivités territoriales et des décisions du  conseil départemental de coopération intercommunale de l'Hérault. En effet, cette réforme a fait disparaître toutes les structures intercommunales de moins de 5 000, voire 10 000 habitants.

## Dissolution
La communauté de communes a été dissoute le 1er janvier 2013 pour fusionner avec deux autres communautés de communes limitrophes et former la nouvelle Communauté des communes des Avant-Monts du Centre Hérault.

## Histoire
Créée en décembre 1992, la F.R.A.M.P.S 909 est un territoire dynamique dans le département de l'Hérault (en Languedoc-Roussillon), implanté au nord-ouest de Béziers. Son nom est composé des initiales des communes membres (Fouzilhon, Roquessels, Autignac, Magalas, Puimisson et Saint Géniès de Fontedit), associées au nom de la route qui les réunit sur l'axe de Béziers-Bédarieux : la D909. La F.R.A.M.P.S 909 a un emplacement géographique privilégié, se situant à une demi-heure des plages (Valras, Agde), à une vingtaine de minutes des premiers contreforts des Cévennes (Lamalou-les-Bains) et à une quinzaine de kilomètres des accès autoroutiers de l'A75 (à Servian) et de l'A9 (à Béziers). Elle est desservie transversalement par la RD 16 (Cessenon-Cazouls-les-Béziers et Pézénas-Bédarieux). 
Les communes sont reliées par leur richesse patrimoniale, viticole, et surtout, par un état d'esprit commun. Situés près des premières collines de l'arrière-pays, les villages, gorgés de soleil et bercés aux chants des cigales, profitent du climat du Sud et sont empreints de « douceur de vivre ». Attirantes de par leur histoire atypique, ces bourgades languedociennes offrent un patrimoine architectural précieux, avec des édifices classés (1) et des Circulades de l'an 1000 (2). Perchés en haut d'une colline ou logés dans une plaine, les villages sont entourés de vignes et d'oliviers et leurs chemins s'étirent dans les garrigues ou les forêts méditerranéennes. Dynamiques et accueillantes, les communes et leurs associations proposent des festivités et des animations toute l'année, mettant en valeur les traditions, l'art et le patrimoine, pour proposer des moments de partage et de convivialité.
La vocation de ces villages est essentiellement viticole. Un espace Vins et Campanes, image de la communauté, invite à découvrir la culture de la vigne, l’élevage du vin et l’art campanaire. Son caveau offre les meilleurs vins, au carrefour des quatre appellations Faugères, Saint Chinian, Coteaux du Languedoc, Vins et cépages et Vins de Pays.
Depuis 2001, on assiste à une forte poussée démographique qui entraîne un développement important et un accroissement économique. Des couples et des familles en quête d'une qualité de vie, des jeunes retraités ou des touristes sont attirés par la vitalité et le charme de notre Communauté de Communes. Il y a de la vie, des emplois... à la F.R.A.M.P.S 909, rapporte le magazine Chambres et Sénat n°55. La Communauté de Communes déploie des infrastructures nouvelles, dans le souci constant d'apporter une qualité de vie à ses habitants mais aussi à ses visiteurs, en adéquation avec leurs besoins et leurs demandes : une crèche, un centre aéré et l'espace culturel : Vins et Campanes mais aussi une zone d'activité artisanale : la Z.A.E de l'Audacieuse. 
Les touristes trouvent sur notre territoire de nombreuses activités de loisirs et sportives, pour des vacances rythmées en famille et les amoureux des atmosphères calmes pourront prendre le temps de vivre, en faisant du farniente à la pêche au bord des rivières (le Libron, le Taurou, le Badeaussou, la Lène) ou en se promenant sur les chemins des vignes. Les amateurs de vins peuvent également découvrir nos cépages et nos caveaux.
A une trentaine de kilomètres, plusieurs destinations touristiques sont possibles : les gorges du Caroux, pour la baignade, l'escalade ou le kayak, la plage pour la détente, les loisirs maritimes et la dégustation des poissons et des coquillages, le Canal du Midi, pour les balades sur les berges ou à bord d'une péniche, et pour la redécouverte de l'histoire sur les pas de nos ancêtres, la ville de Béziers ou de Pézenas, les nombreux châteaux et Circulades de nos villages ainsi que les sites patrimoniaux et musées... 
Président : Charles HEY (maire de Magalas)

## Communes
À sa dissolution, elle regroupait six communes :
- Autignac
- Fouzilhon
- Magalas
- Puimisson
- Roquessels
- Saint-Geniès-de-Fontedit